# ТЕС Тапада-де-Оутеріо
ТЕС Тапада-де-Оутеріо – теплова електростанція у Португалії.
У 1959 – 1967 роках на майданчику станції ввели в дію три конденсаційні енергоблоки, кожен з яких отримав паровий котел продуктивністю 210 тонн пари на годину та парову турбіну потужністю 50 МВт.
У 1998 – 1999 роках запустили три однотипні парогазові блоки комбінованого циклу потужністю по 330 МВт, у кожному з яких одна газова турбіна живить через котел-утилізаторів одну парову турбіну.
В 1997 – 2004 роках застарілі конденсаційні блоки вивели з експлуатації.
Конденсаційні блоки були розраховані на спалювання місцевого антрациту з копалень «S. Pedro da Cova№ та «Pejão». В останні роки їх діяльності через вичерпання запасів спершу перейшли до спільного спалювання антрациту та мазуту, а потім лише на мазут. Парогазові блоки розраховані на спалювання природного газу, що надходить до регіону по трубопроводу Лейрія – Туй.
Для видалення продуктів згоряння вугільних блоків призначались три димарі заввишки по 60 метрів. Кожен із парогазових блоків також отримав димар заввишки 60 метрів.
Для охолодження використовують воду із річки Дору.
Видача продукції конденсаційної станції відбувалась під напругою 65 кВ. Парогазова станція під’єднана до ЛЕП, що працює під напругою 220 кВ.